# Mariënburg Rum
Mariënburg Rum is een Surinaams rummerk. Het is een van de sterkste dranken ter wereld, met een alcoholpercentage van 90% (voor export is dit percentage teruggebracht naar 81%). De drank is genoemd naar Mariënburg en wordt geproduceerd door Suriname Alcoholic Beverages (SAB).